# Black River Falls
Black River Falls är administrativ huvudort i Jackson County i Wisconsin i USA. Vid 2010 års folkräkning hade Black River Falls 3 622 invånare.